# 古塔つみ
古塔 つみ（ことう つみ）は愛知県出身の日本のイラストレーター。年齢および性別は非公開であるが、微博のアカウントでは女性の記号である「♀」を表示している。2017年ごろよりSNS上で活動を開始。あっ、女子しか描けません。すてきな人しか描けません。をキャッチコピーとし、音楽関連のアートワークやアパレル・ブランドとのコラボレーションを手掛ける。

## 来歴
ペンネームは本名のアナグラム。幼少時から絵を描いていたが、当時はそれを仕事にしたいとは考えておらず、学生のころに漫画家って、かっこいいなと漠然と考え始めたという。絵は独学であり、大学受験の際は当時詩人に憧れていたこともあり美術大学の文芸分野を受験したが、経営学部に進学した。
2017年ごろ、仕事に割く時間が減ったことをきっかけとし、SNSに絵を投稿し始める。以降、DM機能を通じてファンの似顔絵を描くなど継続的に活動を続け、2020年ごろにはInstagramのフォロワーが20万人あまりとなるなど、注目を集める。音楽関連のアートワークやアパレル・ブランドとのコラボレーションも数多く手掛けている。
2022年2月、自身の一部の作品と他の作品の構図などが似ているとの指摘を受け、一部を事実と認めた（後述）。この件に伴い、今後はInstagramのみを運用しTwitterなど他のSNSは更新しない旨を明らかにした。
同年8月、自身のinstagramを更新。「新しいスタジオを立ち上げ、実験的な作品を含め制作しています」とコメントし、活動再開の旨を明らかにした。

## 作風と評価
あっ、女子しか描けません。すてきな人しか描けません。をキャッチコピーとし、男性を描いてほしいという依頼は断っている。絵柄や色使い、描かれる女子の表情はカラフルでポップなものから静謐で写実的なものまで多様性に富む。その背景には、スタイルを売るよりも大きめの出力装置として様々な人の雰囲気を描き分けたいとの思いがあり、そのためどの絵も古塔さんっぽいですねといった感想に対しては、自身が劣化しているのだと悔しく感じるという。女子だけに描く対象を限定することで表現の幅が狭まると感じないかとの問いに対しても、『女子だけ』を描くことでむしろ、多様性を表していきたいと答え、いろんな女の子がいるという多様性に目を向けたいと述べている。
描かれる〈女子〉の特徴としては、眼差しや怒ったような表情が印象的であるとの指摘がなされている。目については古塔自身も、信念が宿りやすく1番力を入れている箇所であると答えており、まず最初に描くことが多く、ミリ単位でニュアンスが変わるため修正を重ねることも多いパーツであるとも述べている。またモデルについては、強い意思を感じる子にを頼むことが多いと語っている。ファン層は10代後半から20代前半の女性が中心であるが、それは『自立した強い女の子』『信念を持つ女の子』というイメージが今の時代のムードに合っているからではないかと、自ら分析している。また中国における個展をキュレートした米原 (2021) は、同時代における『前衛デジタル・アート』の代表格の一人と古塔を紹介している。
影響を受けた作家としては、江口寿史・大友克洋・鳥山明・あだち充らを挙げている。年齢・性別・顔を非公開としている理由については、純粋に絵を見てもらうためには、余計な情報はないほうがいいからであるとしている。個展については、2021年初頭のインタビューにおいて見てくれている層が違い［……］作品の見え方が往々にして変わるとしている一方、同年中旬のインタビューおいては、デジタルで作成した絵をフィジカルにアウトプットすることは基本的には劣化であるとの考えや、デジタル作品をアウトプットする手法（インクジェットとシルクスクリーン）のアレンジメントはすでに一通り試したという思いのもと、フィジカルな媒体での作品発表をしばらく控えたいと語っており、同年末から開催される『Enlightenment for easy printing』展以降自身の中核とする個展では単純なジクレープリントはもうやらないとしている。

### 制作環境
以下は、TOPPA!! (2020, p. 1) および平泉 (2020) に基づく。
- タブレット端末 - MobileStudio Pro 16
- OS - Windows、Mac
- アプリケーション - CLIP STUDIO PAINT PRO、Photoshop CC
- 液晶ペンタブレット - Cintiq Pro、ARTISUL製ペンタブレット

そのほか鉛筆も用いる。制作中はラジオを聞くことが多く、またコーヒーと煙草は欠かせないと語っている。

## 音楽やファッションの嗜好
はじめに好きになったミュージシャンとしてはビートルズやYMOを挙げており、母親の影響でドアーズやローリング・ストーンズといった音楽を聴いてきたという。服やスニーカーも好きで、とくに川久保玲（コム・デ・ギャルソン）の反骨精神に対する敬服を語っている。

## 騒動
2022年1月28日にYouTuberのコレコレがライブ配信において、著名な写真家らの作品を古塔がトレースしたような跡があると画家の女性から指摘されたことを紹介。これをきっかけにネット上においてこの配信で指摘された以外にも他の写真などをトレースしたような跡が見つかったなどと次々に指摘が出て、著作権侵害ではないかと騒ぎになる。これを受けて雑貨メーカーのマークスは事実関係の確認のため、古塔がデザインした商品の販売を一時停止した。
2月3日、古塔は自身の一部の作品と他の作品の構図などが似ているとする指摘に対し、自身のTwitterアカウントにて一部を事実であると認めた。他作品などから引用やオマージュ、再構築して制作した自身の作品を、権利者の許諾を得ずに投稿・販売したとしている。一方でかねてより写真素材や実際のモデルの写真を参考資料として制作することが多いとし、盗用の意図や写真そのものをトレースしたことはないとした。また、今後はTwitterの更新を停止し、Instagramのアカウントのみを運用するとした。
古塔によるこれらの独自の主張には批判の声が多く寄せられ、失当であるとの指摘もなされた。古塔は盗用の意図はなかったと主張したが、それは作品の結果で評価されるべき問題であり、本人の意図は関係ない。古塔は、Twitterおよび公式サイトでは自身の取引先企業に対して「真摯に対応して参ります」と述べていたが、実際には「ネット上の憶測には惑わされないようお気を付けください」と申し入れていた。
2月4日、芸術新聞社は、『古塔つみ作品集 赤盤』が著作権および肖像権などの侵害にあたる可能性があるとし、一時的に出荷を停止した。また、本件については社内で協議の上、その結果を同社のウェブサイトにて開示するとした。
2月9日、古塔がアパレル・ブランド「ANARC」（アナーク）と協業して手がけた商品デザインについて、ネット上では、大友克洋の漫画『AKIRA』の著作権を侵害しているのではないかとの指摘がなされた。古塔はジェイ・キャストからの取材に対し、「企画の意図がはっきりしない」と述べ、回答を拒否した。アナークもまた同様に回答を拒否した。『AKIRA』を出版した講談社の広報室は、「今回の商品に関しては、許諾したものではありません」と述べた。
2月11日、アナークは当該商品の販売を停止したうえで返品を受けつけると表明し、著作権に関する同社の認識の甘さについて反省の弁を述べ、著作権者、関係者、購入者らに陳謝した。
古塔は文化庁や一般社団法人アート東京などが主催する国際展覧会「Future Artists Tokyo 2022」のキービジュアルを手がけたが、2月28日、アート東京は「混乱を招くため」としてキービジュアルの使用中止を公式サイトで発表した。インターネット上でキービジュアルについてゲームキャラクターとの酷似などが指摘されたが、古塔はJ-CASTニュースの取材に対し「完全にオリジナルです」と回答している。

## 主な作品
- 作品集
  - 古塔つみ『古塔つみ作品集 赤盤』芸術新聞社、2021年3月25日。ISBN 978-4-87586-612-1。    - 2022年2月、上記の騒動を受けて出版社により一時的に出荷停止[22]。
- コラボレーションなど
  - YOASOBI『夜に駆ける』（2019年） - キービジュアル担当[12][26][11]。
  - Bentham『DO NOT DISTURB』（2020年）- アルバム・アートワーク担当[27][28][11]。
  - 藤川千愛『愛はヘッドフォンから』（2020年）- アルバム・アートワーク担当[29][30][11]。
  - atmos[注 6]（2021年） - コラボレーション[31][12][11]。
  - 『騙し絵の牙』（松竹、2021年）- 劇中イラスト担当[27]。

## 個展
- カメラだけ（オルレアカメラ、吉祥寺、2020年1月30日 - 2月5日）[32]
- 染まるよ（ギャラリールモンド、原宿、2020年2月18日 - 23日）[33]
- COLOR GIRL（名古屋パルコ、2020年10月31日 - 11月23日）[34]
- はじけてとべ（rough cafe、佐賀、2020年12月5日 - 15日）[35]
- GIRLS FACE（hotel koe tokyo、渋谷、2021年2月26日 - 3月11日）[36]
- COLOR GIRL vol.2 — 平凡コンプレックス（福岡パルコ、2021年3月27日 - 4月12日）[30]
- q（Anicoremix Gallery、渋谷、2021年4月28日 - 5月9日）[37][38][7]
- Sneaker GIRL（atmosプロペラ通り店、渋谷、2021年4月28日 - 5月9日）[37]
- ANALOG（GALLERY JO YANA、マルセイユ、2021年12月8日 - 18日）[39]
- 古塔词弥Art Exhibition（AI PLAZA西岸凤巢、上海、2021年12月23日 - 2022年2月20日）[40][41]
- Enlightenment for easy printing（MEDEL GALLERY SHU、千代田、2021年12月29日 - 2022年1月23日）[42]